# Boljoon
Boljoon is een gemeente in de Filipijnse provincie Cebu. Bij de census van 2015 telde de gemeente ruim 16 duizend inwoners.

## Geografie

### Bestuurlijke indeling
Boljoon is onderverdeeld in de volgende 11 barangays:
| - Baclayan - El Pardo - Granada - Lower Becerril - Poblacion - San Antonio | - Upper Becerril - Arbor - Lunop - Nangka - South Granada |

## Demografie
Boljoon had bij de census van 2015 een inwoneraantal van 16.344 mensen. Dit waren 1.317 mensen (8,8%) meer dan bij de vorige census van 2010. Ten opzichte van de census van 2000 was het aantal inwoners gegroeid met 2.964 mensen (22,2%). De gemiddelde jaarlijkse groei in die periode kwam daarmee uit op 1,32%, hetgeen lager was dan het landelijk jaarlijks gemiddelde over deze periode (1,72%).

De bevolkingsdichtheid van Boljoon was ten tijde van de laatste census, met 16.344 inwoners op 117 km², 139,7 mensen per km².